# Rouffiac-Tolosan
Rouffiac-Tolosan is een gemeente in het Franse departement Haute-Garonne (regio Occitanie). De plaats maakt deel uit van het arrondissement Toulouse. Rouffiac-Tolosan telde op 1 januari 2022 2.186 inwoners.

## Geografie
De oppervlakte van Rouffiac-Tolosan bedroeg op 1 januari 2022 4,67 vierkante kilometer; de bevolkingsdichtheid was toen 468,1 inwoners per km².

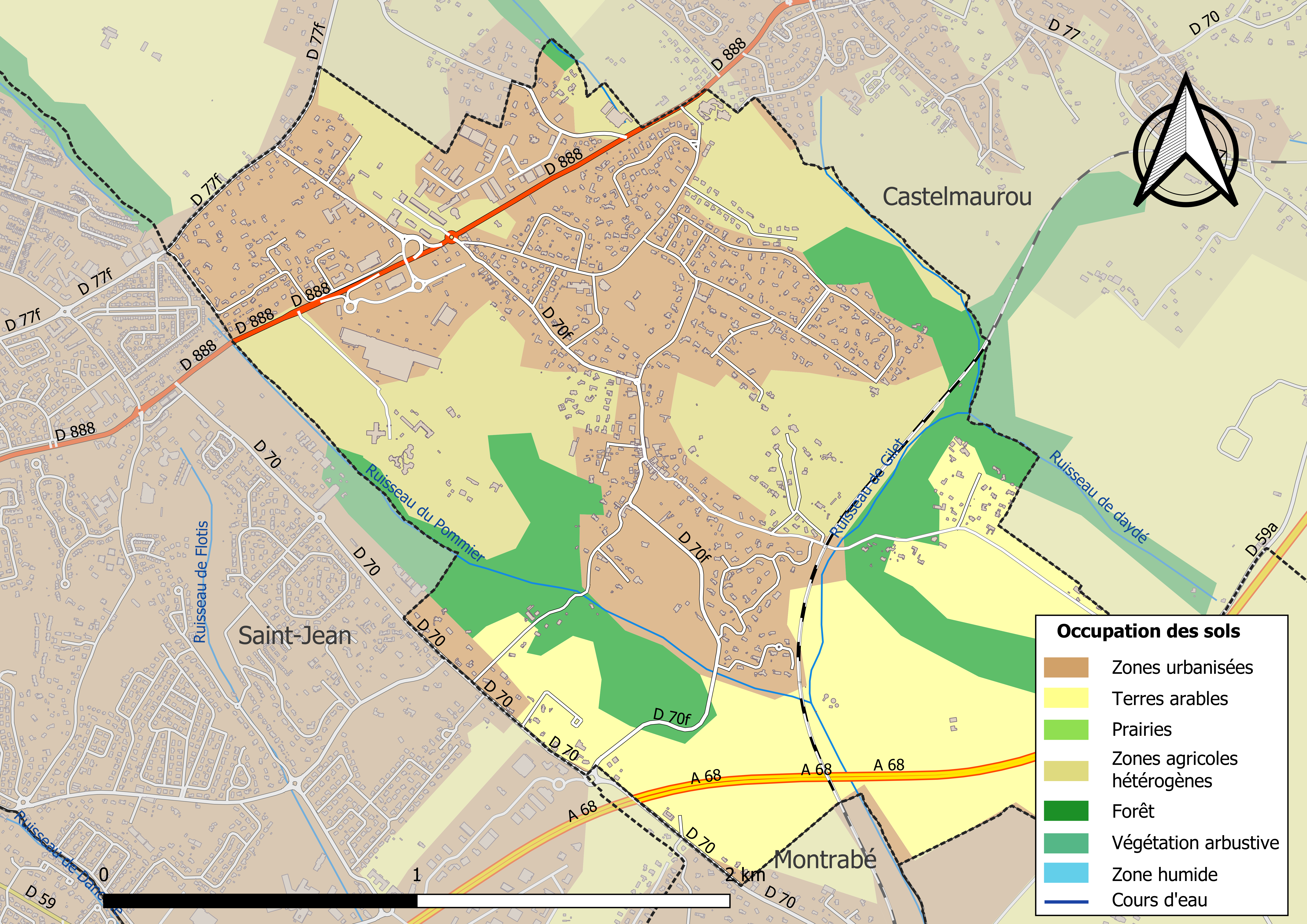
Kaart van de gemeente met belangrijkste infrastructuur, bodemgebruik en omliggende gemeenten

## Demografie
De figuur toont het verloop van het inwonertal (bron: INSEE-tellingen).